# Graptomyza fascipennis
Graptomyza fascipennis är en tvåvingeart som beskrevs av Sack 1922. Graptomyza fascipennis ingår i släktet Graptomyza och familjen blomflugor.
Artens utbredningsområde är Taiwan. Inga underarter finns listade i Catalogue of Life.